# Phrynichus (politicus)
Phrynichus (Grieks: Φρύνιχος / Phrynichos) was een Atheens politicus in de 5e eeuw v.Chr.
Hij was de leider van een extremistische oligarchisch gezinde politieke partij in de tijd van de regering der Vierhonderd. Hij was gehaat in democratische kringen, en werd in 411 v.Chr. vermoord. Zijn moordenaar kreeg … als beloning het volwaardige Atheense burgerrecht.
 Portaal Oudheid · Athene · Geschiedenis van Griekenland · Geschiedenis van Athene
- Bibliothèque nationale de France: cb12359035t (data)
- Library of Congress Control Number: n86082862
- Nationale Bibliotheek van Israël: 987007451441705171
- LIBRIS: 196575
- Système universitaire de documentation: 257019529
- Virtual International Authority File: 48247488
- WorldCat: E39PBJjmVD67JTVfkQ4Wtj97HC